# AGRICOLA
|  | Per a altres significats, vegeu «Agrícola». |

AGRICOLA (AGRICultural OnLine Access) és una base de dades en línia creada i mantinguda per la Biblioteca Nacional Agrícola dels Estats Units del Departament d'Agricultura dels Estats Units. També proporciona accés públic a informació sobre agricultura i camps afins.

## Abast
AGRICOLA indexa una àmplia varietat de publicacions sobre l’agricultura i els seus camps afins, incloses "ciències animals i veterinàries, entomologia, botànica, silvicultura, aqüicultura i pesca, sistemes agrícoles i agricultura, Economia agrària, extensió i educació, bromatologia i alimentació humana, i ciències de la terra i del medi ambient"." Els materials s'indexen utilitzant termes del National Agricultural Library Thesaurus and Glossary.

### PubAg
El 2015 es va publicar una base de dades relacionada, PubAg, que se centra en les publicacions de text complet de científics de l'USDA, així com en algunes publicacions de la revista. PubAg va ser dissenyat per a una àmplia gamma d'usuaris, inclosos agricultors, científics, estudiosos, estudiants i el públic en general.
Les distincions entre AGRICOLA i PubAg inclouen:
"AGRICOLA serveix com a catàleg públic de la Biblioteca Nacional Agrícola. Conté registres de tots els fons de la biblioteca. També conté citacions d'articles, com PubAg. AGRICOLA també conté citacions de molts articles que, tot i que són valuosos i rellevants per a les ciències agrícoles no són articles de revistes avaluades per experts. A més, AGRICOLA té una interfície diferent. Per tant, tot i que hi ha una certa superposició entre els dos recursos, són diferents de manera significativa. No hi ha plans per eliminar AGRICOLA."